# 河野隆
河野 隆（かわの たかし、1948年3月23日 - 2017年11月3日）は、日本の篆刻家・書家・教育者。大東文化大学文学部書道学科名誉教授。号・鷹之。室号は晨風廬。

## 生涯
大分県臼杵市生まれ。生井子華に師事。日展会員、読売書法会常任理事、全日本篆刻連盟会長、大東文化大学書道科教授、国立台湾芸術大学客員教授、西泠印社名誉社員、中国芸術研究院中国篆刻芸術院研究員を歴任。
2017年11月3日、肺癌のため死去。

## 著作
- 『篆書の基礎学習　基本部首五種』晨風会、1995年
- 『遊びごころが光る古代文字年賀状』可成屋、2003年
- 『篆刻まるわかりハンドブック―プロが教える』可成屋、2005年
- 『書道テキスト 第10巻 篆刻』二玄社、2008年
- 『書―現代作家の技法 第5巻 篆書・隷書』天来書院、 河内國平と共著　2012年
- 『名印百話【篆刻鑑賞ガイド】』芸術新聞社、2016年